# وسام الافتخار

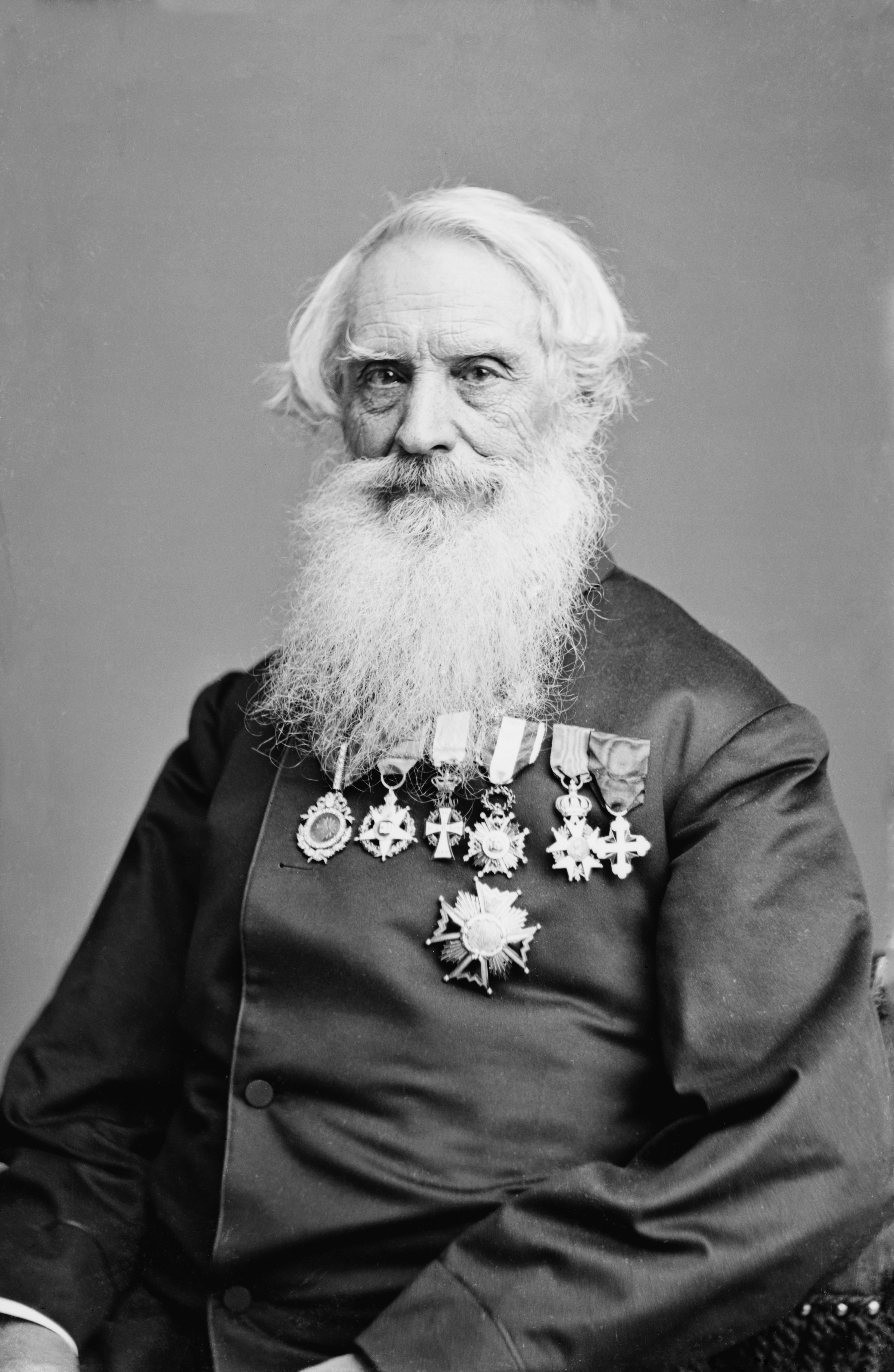
صورة لصمويل مورس مزينًا بأوسمته، وعلى أقصى اليسار يظهر وسام الافتخار العثماني

وسام الافتخار أو نيشان الامتياز (بالتركية الحديثة: İftihar Nişanı أو Nişan-ı İftihar) هو وسام عثماني أنشأه السلطان محمود الثاني في 19 أغسطس 1831، وكان يعد ثاني أرفع وسام في الدولة العثمانية بعد وسام الامتياز.
تعتبر بعض المصادر أن وسام الافتخار صار في حكم الملغى بعد إنشاء الوسام المجيدي سنة 1852، إلا أنه مُنح لبعض الأشخاص في عهد السلطان عبد الحميد الثاني.

## من الحاصلين على الوسام
- إبراهيم باشا بن محمد علي.
- الخديوي إسماعيل: خديوي مصر.
- أمير اللواء إسماعيل باشا أبو جبل: قائد عسكري مصري.
- جيمس روبرتسون: مصور ومصمم صانع عملات إنجليزي.[4]
- صمويل مورس
- عباس الأول: والي مصر.
- محمد سعيد باشا: والي مصر.
- عباس حلمي الثاني: خديو مصر.
- فيلهلم، ولي عهد ألمانيا
- القيصر فيلهلم الثاني
- محمد علي شاه قاجار